# Pârteștii de Jos
Pârteștii de Jos es una comuna ubicada en el distrito de Suceava, Rumania.

## Superficie
Posee una superficie de 51,27 kilómetros cuadrados.

## Demografía
Hasta 2021 la población era de 2519 habitantes, con una densidad de población de 49,13 habitantes por kilómetro cuadrado.